# Reliquary
Reliquary è un romanzo di Lincoln Child e Douglas Preston.
È in ordine cronologico, la seconda avventura che ha per protagonista l'agente dell'FBI Aloysius Pendergast.

## Trama
Il romanzo si svolge a New York, oggi.

La storia riprende dall'epilogo di Relic. Quando dal fiume vengono ritrovati due scheletri senza testa e a questi altri ne susseguono le autorità sospettano ci sia dietro un altro mostro come nel precedente libro, viene ricomposto quindi il team che aveva indagato nella precedente avventura, Vincent D'Agosta, Aloysius Pendergast, Margo Green (ora curatore del Met) e William Smithback (nuovo reporter del New York Post).

L'indagine si sposterà ben presto nel sottosuolo della città, alla caccia dei "raggrinziti", che a detta dei disadattati (abitanti del sottosuolo) sono colpevoli delle misteriosi morti...
Preziosa sarà a questo punto la collaborazione del sergente della NYPD Laura Hayward, addetta al controllo della Metropolitana di New York, che qui appare per la prima volta e sarà successivamente protagonista di altri romanzi sull'agente speciale Pendergast.

## Personaggi principali
Vincent D'Agosta: tenente della polizia di New York, inizialmente incaricato di dirigere le indagini

Aloysius Pendergast: agente dell'FBI

Margo Green: assistente curatore del Metropolitan Museum of Art

William Smithback: giornalista, lavora per il New York Post

Laura Hayward: sergente della polizia di New York, conosce la "vita" del sottosuolo di New York

Jack Waxie: capitano della polizia di New York e superiore di D'Agosta, prende in mano successivamente l'indagine

## Edizioni
- Lincoln Child, Douglas Preston, Reliquary, Sonzogno, 2002, ISBN 88-454-2391-3.